# Iván Morales
Iván Morales   (Barcelona, 23 de febrer de 1979) és un actor, director i guionista català. Va iniciar la seva trajectòria en el món de l'underground com a editor de fanzines i locutor de ràdios lliures, al mateix temps que des de ben jove va començar la seva carrera com a actor. Ha participat en sèries de televisió com El cor de la ciutat, Nissaga: l'herència o Poblenou, de Televisió de Catalunya; i també a Amistades peligrosas, de Cuatro, i a Gran Hotel, d'Antena 3. Morales també ha participat en pel·lícules com La caja Kovak (Daniel Monzón, 2006), Remake (Roger Gual, 2006), La silla (Julio D. Wallovits, 2006) o Una casa de locos (Cédric Klapisch, 2002), i als telefilms Quatre estacions (Marcel Barrena, 2009) i T'agrada Hitchcock? (Dario Argento, 2005). El 2020 interpreta l'agent Colsa a la sèrie Vis a Vis: El Oasis. El 2023 interpreta al Comissari Banyuls a la sèrie Sin Huellas.
Com a guionista, la seva firma apareix a les pel·lícules El truco del manco (Santiago A. Zannou, 2008), guanyadora de tres premis Goya, i a Mi dulce (Jesús Mora, 2001), amb Aitana Sánchez-Gijón. Morales també ha estat el director i guionista dels curtmetratges Dibujo de David (2007) i Ha llegado el momento de contarte mi secreto (2000). Amb el curtmetratge Sushi (2023), estrenat al festival Internacional de Cartagena de Indias i basat en la seva pròpia experiència personal, ha guanyat tres premis al Festival Skyline (Millor Interpretació, Millor Direcció i Millor Curtmetratge), i una menció especial a la direcció al Festival de l'Alfàs del Pi. En el món audiovisual també ha estat productor, aixecant la web-serie Desayuna Conmigo 360.
Ha dirigit l'obra Sé de un lugar, aixecada i produïda pel mateix equip després d'haver-la presentat sense èxit a diversos teatres. L'obra va ser guardonada amb el Premi Butaca 2012 al Millor espectacle de petit format i amb el Premi Time Out Barcelona 2012 a la Millor obra de creació, i també va estar nominada al Premi Max 2013 al Millor espectacle revelació del 2012. El 2012 estrena a la Sala Atrium la peça Els Desgraciats, a partir d'un text de Margarida Trosdegínjol i protagonitzada per Jordi Vilches i Bruno Bergonzini. El 2013 estrena Jo mai al CCCB dins del Festival Grec, interpretada per Marcel Borràs, Laura Cabello "Topo", Àlex Monner, Oriol Pla i Xavier Sáez. El 2015 estrena a Fira Tàrrega Wasted de Kae Tempest, amb col·laboració amb Íntims Produccions. Al 2017 estrena l'èxit La Calavera de Connemara de Martin McDonagh, amb Oriol Pla i Pol López, a la Sala Villarroel. Estrena a la Sala Beckett al 2018 l'espectacle Esmorza amb mi, que fa temporada al Teatro de la Abadía i gira en castellà que acaba al Teatro Central de Sevilla, i la versió filmada es troba en pre-producció. Posteriorment estrena Instrumental al Teatre Lliure, amb Quim Àvila, La partida d'escacs al Teatre Romea, Heroines o res al TNC, co-dirigida amb David Climent i protagonitzada per Bruno Bergonizini, La cabra o qui és Sylvia a la Sala Villarroel, protagonitzada per Emma Vilarassau i Jordi Bosch i Assassinat a l'Orient Express al Teatre Condal. El 2023 estrena al Festival Grec Los Juegos Feroces (El día del Watusi vol.1), la primera part de la que serà l'adaptació de la novel·la complerta de Francisco Casavella, que s'estrenarà al Teatre Lliure al 2024.